# Электроизоляционная лента

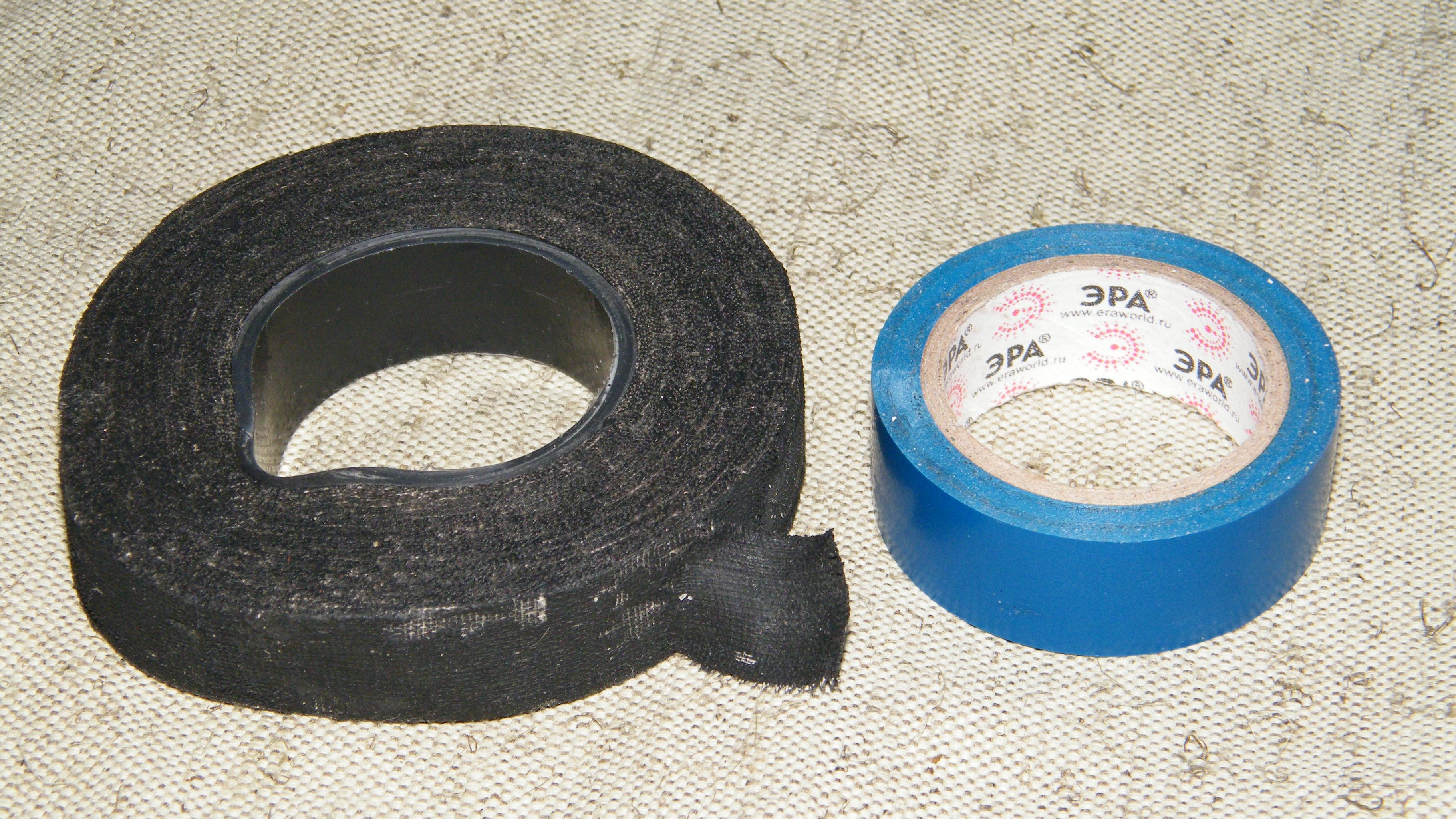
Изолента, чёрная тканевая и синяя из ПВХ

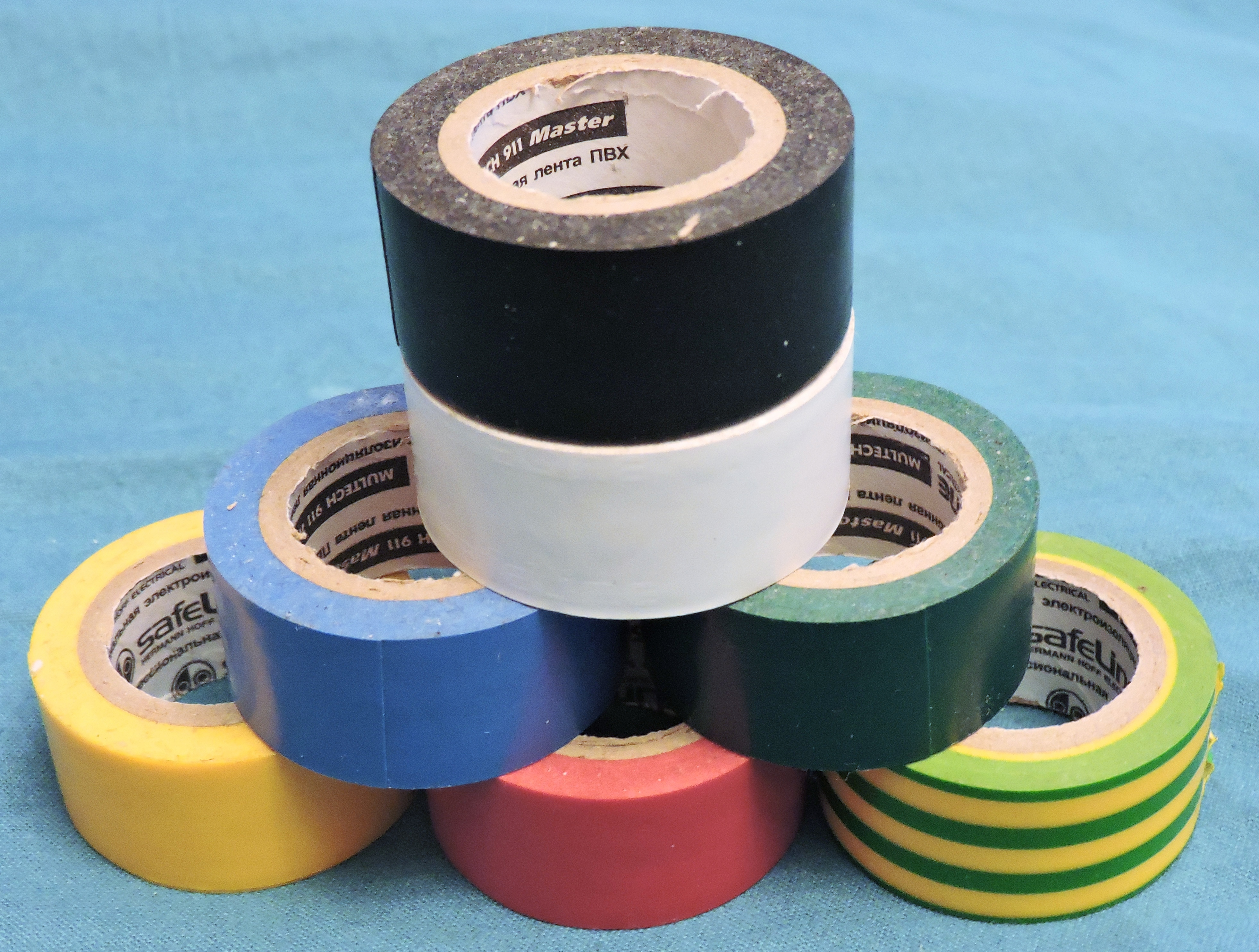
Цветная маркировочная изолента ПВХ

Электроизоляционная лента (изолента) — расходный материал, предназначенный для обмотки проводов и кабелей с целью их электроизоляции.

## История создания
В середине XX века инженеры и химики компании «3M» (в прошлом «Minnesota Mining and Manufacturing») занялись разработкой самоклеящейся электроизоляционной ленты на основе поливинилхлорида. Однако применение ПВХ в изоляционных лентах было сложно реализуемым, так как пластификатор трикрезил фосфат (TCP) имел тенденцию придавать поверхности плёнки маслянистые качества, разрушая все известные адгезивы. В январе 1946 года компания 3М выпустила новую виниловую электротехническую ленту на основе каучука без содержания серы. Первые изоленты были жёлтого и белого цветов. Но из-за неустойчивости к ультрафиолету белая лента была в конечном счёте заменена на чёрную. Изоленты за 60 лет существования претерпели 17 значительных изменений.
Современные изоленты могут обладать не только высокими диэлектрическими свойствами, но и хорошей адгезией, эластичностью, устойчивостью к погодным явлениям, влажности и химикатам, возможностью использования при низких температурах.

## Разновидности
В наше время существует огромное количество разновидностей самоклеящихся лент. В зависимости от материала основы, можно выделить следующие основные виды :
- Ленты на базе ПВХ плёнок (ГОСТ-16214-86) — самые распространённые. Выпускаются широкой цветовой гаммы, хорошо растягиваются, позволяя без складок обматывать соединения сложной формы. Обладают невысокой термостойкостью — до 90-105 °C.
- Ленты на базе прорезиненной хлопчатобумажной ткани (ГОСТ 2162-97) Несмотря на наличие современных альтернатив, пользуются популярностью на постсоветском пространстве в силу дешевизны и ограниченной термостойкости (такая лента при нагреве не расплавится, только обуглится). Изоляционная лента такого типа к сожалению не гарантирует герметичности изоляции.
- Ленты на базе стеклоткани (ГОСТ 5937-81) — термостойкая лента, хорошо впитывает лаки и другие пропиточные компаунды, используется при производстве трансформаторов.
- Ленты на базе силиконовой резины (например ЛЭТСАР ТУ 38.103171-80) — обладают свойством самослипаться, образуя монолитный слой. Обладают отличной термостойкостью (до 300 °C), гибкостью на холоде.
- Ленты на базе полиэфирных плёнок. — используются в производстве трансформаторов. Лента не растягивается, иногда для прочности может иметь армирование из стекловолокна. Рабочая температура до 130—160 °C
- Ленты на базе полиимидных плёнок (каптон) — обладают отменной термостойкостью до 300 °C
- Ленты из ткани и нетканого полотна — используются не для электрической изоляции, а для жгутования проводов, в том числе в автомобильной промышленности

## Состав
Состав ПВХ-плёнки примерно одинаков у различных производителей, различается в основном только пластификатор. Состав клея производители держат в секрете, но общая картина состава клея — пластификатор, каучуковый клей (например, Клей 88), смола хлорированная, канифоль. Клей у изоленты на картонной втулке более липкий за счёт применения грунта плёнки ПВХ с нанесением поверх клеевого слоя: клей двухуровневый, что отражается на цене рулона.

## Производство в России
Российские предприятия производят изоляционную ленту двух видов: ХБ (хлопчатобумажная) и ПВХ (поливинилхлоридная). Эти виды изоленты предназначены для изоляции проводов и кабелей при ремонте и сращивании электрокабелей с неметаллическими оболочками, работающих в статическом состоянии.
Изолента ХБ должна быть прочной и электрически выдерживать испытательное напряжение не менее 1000 В.
Изоленту ХБ и ПВХ хранят в закрытых складских помещениях при температуре от +5 до +35 °C и относительной влажности до 80 % на расстоянии не менее 1 м от нагревательных приборов. Не допускается хранить ленту вместе с органическими растворителями, кислотами, химикатами и другими агрессивными средами.